# 克蕾絲
克爾（Κήρ, Kēr）是希臘神話中登場的死亡與戰爭女神或惡靈。複數存在，複數形是克蕾絲（Κῆρες, Kēres）。
其由多個擬人化神祇所組成，分別為：
- 艾勒普莉克 Anaplekte（猝死，痛苦而死）
- 艾柯呂斯 Achlys（死亡迷霧）
- 露索斯 Nosos（疾病）
- 克爾 Ker（破壞）
- Stygere（憎恨）

在《伊利亞德》中，是在戰場帶來死亡的惡靈。長有翅膀、黑色、長牙、長爪，吸取屍體的血。根據赫西俄德，是夜之女神倪克斯的女兒，桑納托斯、許普諾斯、摩伊賴的姊妹。